# Queluz (palác)
Královský palác Queluz (portugalsky Palácio Nacional de Queluz, původně Palácio Real de Queluz) je původně rokokový palác z 18. století, který se nachází ve stejnojmenném městě, ležícím asi 15 km severozápadně od Lisabonu. Dnes je na něm patrný také vliv baroka a neoklasicismu, a je někdy označován jako portugalské Versailles, ačkoli je mnohem menší.

## Dějiny
Jeho stavba začala roku 1747, když princ Petr, později Petr III. Portugalský, pověřil architekta Mateuse Vicenta de Olivieru přestavbou svého loveckého zámečku na rokokový letohrádek. Kromě něj na stavbě pracovali také Manuel Caetano de Sousa a Jean Baptiste Robillion.
Poté, co u Petrovy manželky, královny Marie I. Portugalské, propuklo šílenství, sloužil palác nějakou dobu jako její vězení. Roku 1794 se stal oficiálním sídlem prince regenta, později Jana VI. Portugalského , a jeho rodiny, protože jejich někdejší sídlo, Palácio Nacional de Ajuda , bylo zničeno požárem. Od roku 1826 oblíbenost paláce u portugalských panovníků ale pozvolna upadala. Roku 1908 se palác stal majetkem státu a roku 1910 byl vyhlášen národní památkou. Roku 1934 budovu zachvátil požár a zcela zničil její interiér. Palác prošel rozsáhlou rekonstrukcí a dnes patří mezi hlavní turistické atrakce.

## Interiér

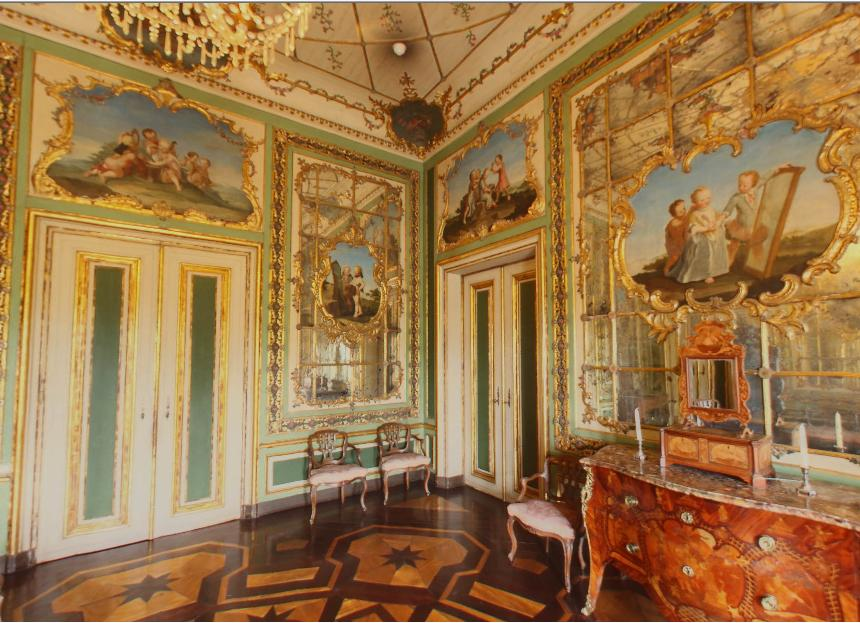
Královnin budoár

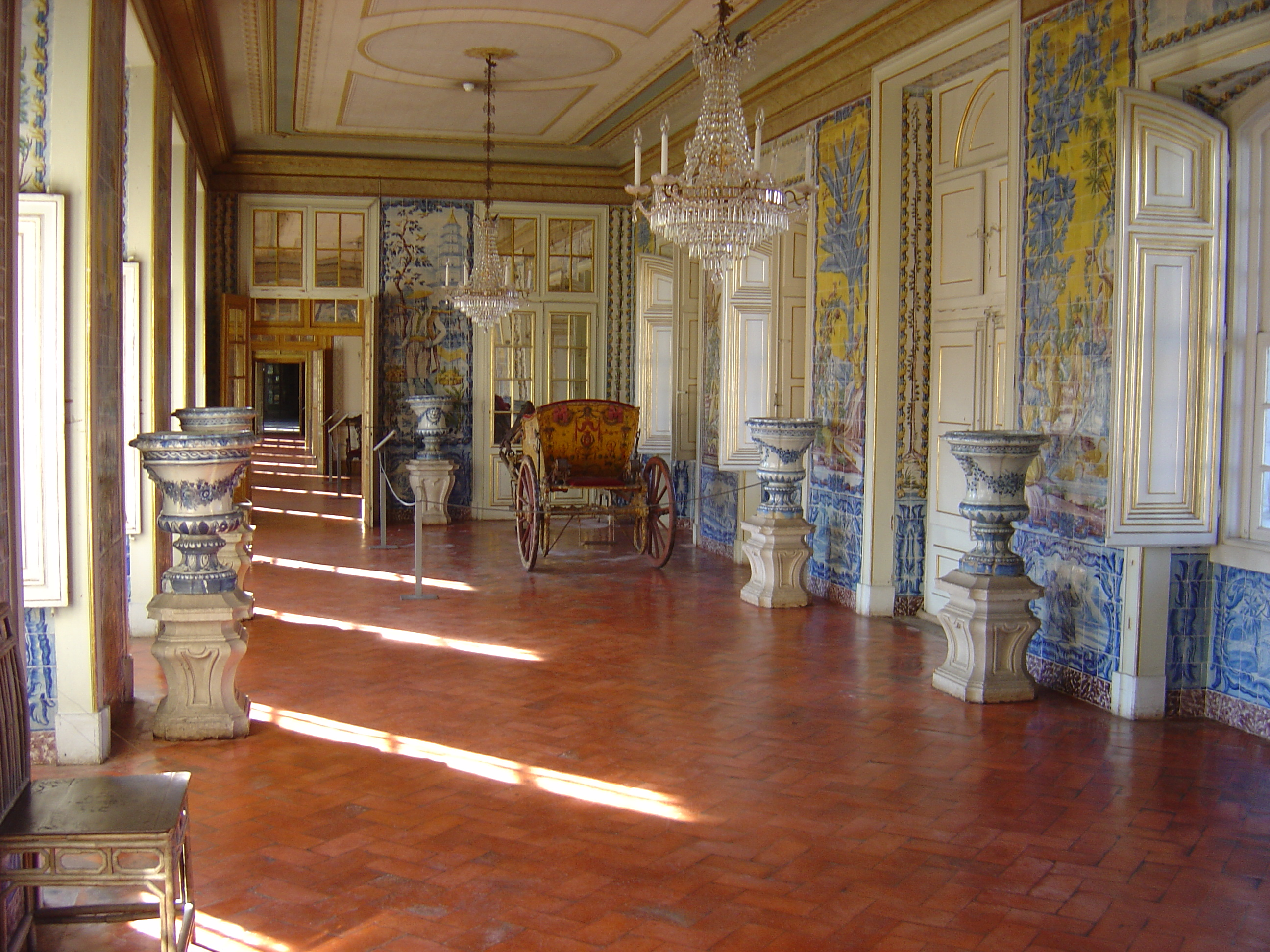
Rukávová chodba

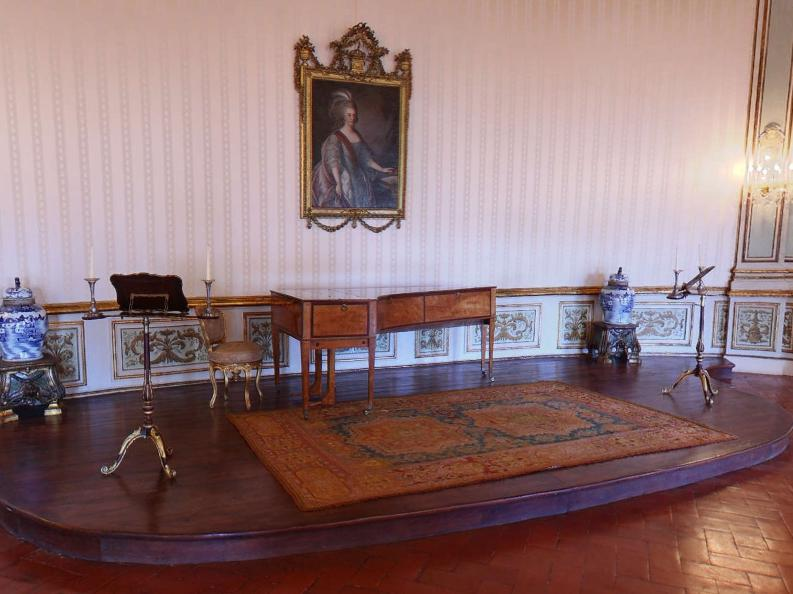
Hudební sál

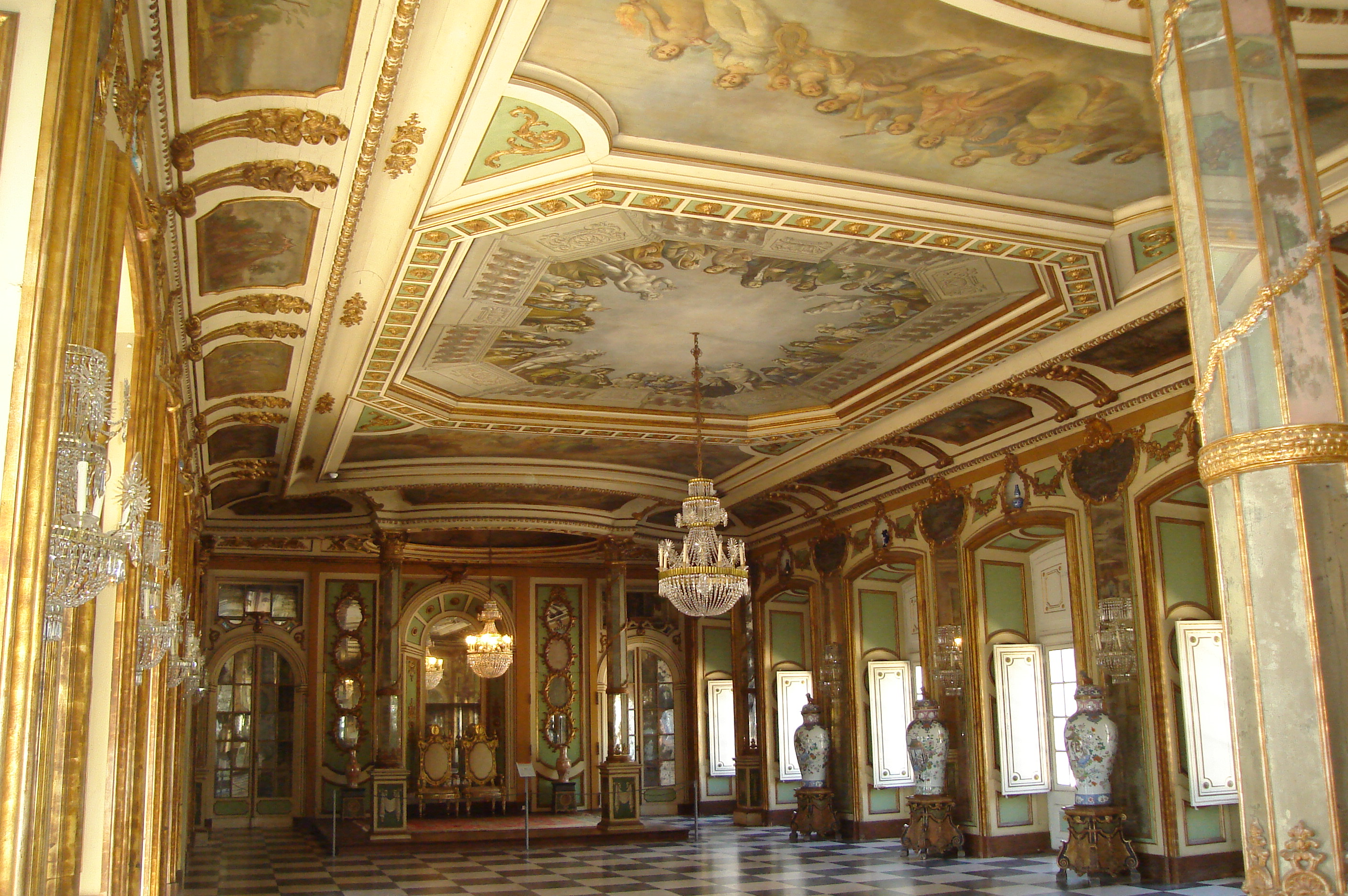
Velvyslanecký sál

Co se týče interiéru paláce, za zmínku stojí zejména následující:
Rukávová chodba (Corredor das Mangas)
Chodba je zdobena obrazy malovanými na kachlích (azulejos), které představují roční období, světadíly či scény z klasické mytologie.
Kaple (Capela)
Zámecká kaple vysvěcená roku 1752, byla první dokončenou částí paláce. Má cibulovitou kupoli a je zdobena pozlaceným dřevem. V jednom z ochozů kaple můžeme najít malé rokokové píšťalové varhany. Součástí kaple je také zdobená přenosná křtitelnice.
Hudební sál (Sala de Música)
Palác Queluz se proslavil také velkými koncerty, které se konaly právě v tomto neoklasicistním sále. Ještě dnes zde můžeme najít velký empírový klavír, nad kterým visí obraz Marie I.
Trůnní sál (Sala do Trono)
Tento sál byl dějištěm královských plesů a hostin, vznikl přestavbou pěti menších pokojů navrženou Jeanem-Baptistem Robillionem. Sál je bohatě zdoben pozlacenými řezbami a sloupy a na stěnách a dveřích najdeme zrcadla.
Velvyslanecký sál (Sala dos Embaixadores)
Navržený roku 1757 Robillionem, a je jedním z největších sálů v paláci. Zabírá celou jeho šířku a na obou jeho stranách jsou umístěna vysoká okna. Mezi nimi najdeme vyřezávané pozlacené stolky s porcelánovými vázami a nad nimi velká meziokenní zrcadla zdobená křišťálovými nástěnnými svícny. Malba na stropě, jejímž autorem je Francisco de Melo, zachycuje portugalskou královskou rodinu na jednom z koncertů pořádaných za panování královny Marie I. Mramorová podlaha v sále připomíná šachovnici.
Královnin budoár (Sala do Toucador da Rainha)
Během svého pobytu v paláci trávila královna Marie I. většinu času právě v tomto pokoji. Budoár svým vzhledem připomíná altánek. Stěny jsou zdobeny zrcadly a obrazy zachycujícími děti.
Komnata dona Quijota (Quarto D. Quixote)
Komnata dona Quijota sloužila jako královská ložnice. I když je tato místnost ve skutečnosti čtvercová, budí dojem, že je okrouhlá, a to především díky klenutému stropu podepřenému zrcadlovými sloupy a podlaze vykládané exotickým dřevem. Po stranách pokoje si můžeme všimnout výjevů ze života dona Quijota.

## Zahrady
Palác je známý také díky svým překrásným zahradám, ve kterých najdeme velké množství soch, fontán a kašen. Součástí zahrad je také jezírko, kanál zdobený azulejos či umělá jeskyně a kaskády. Součástí paláce jsou také visuté zahrady.

## Galerie

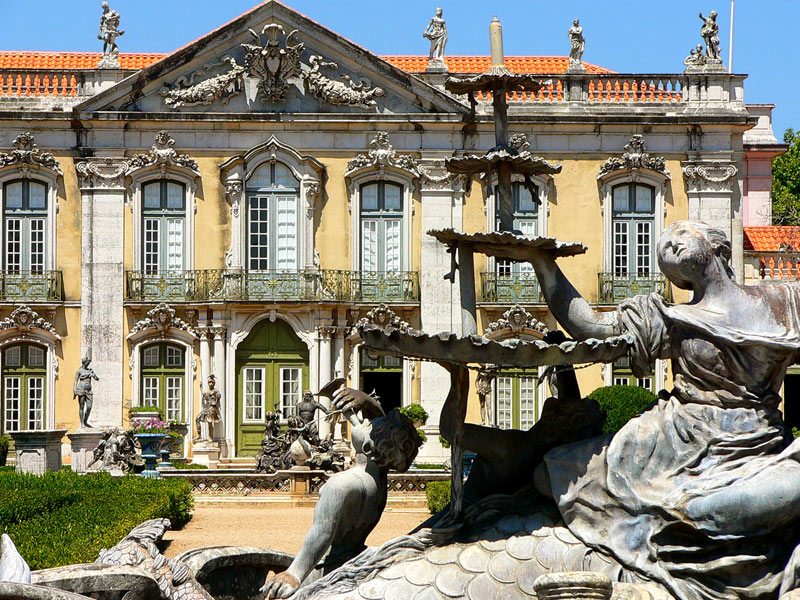
Palácio Nacional de Queluz
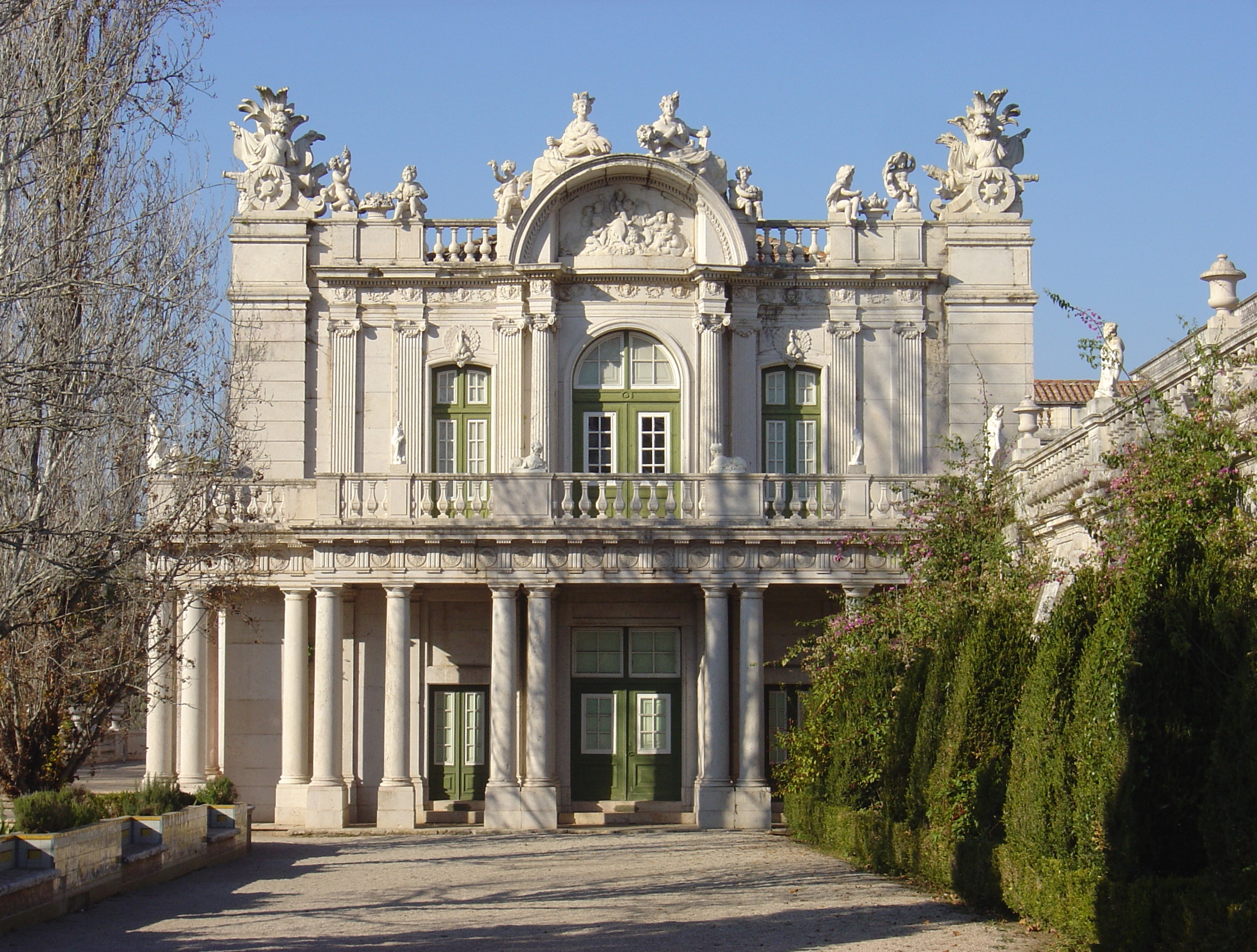
Palácio Nacional de Queluz
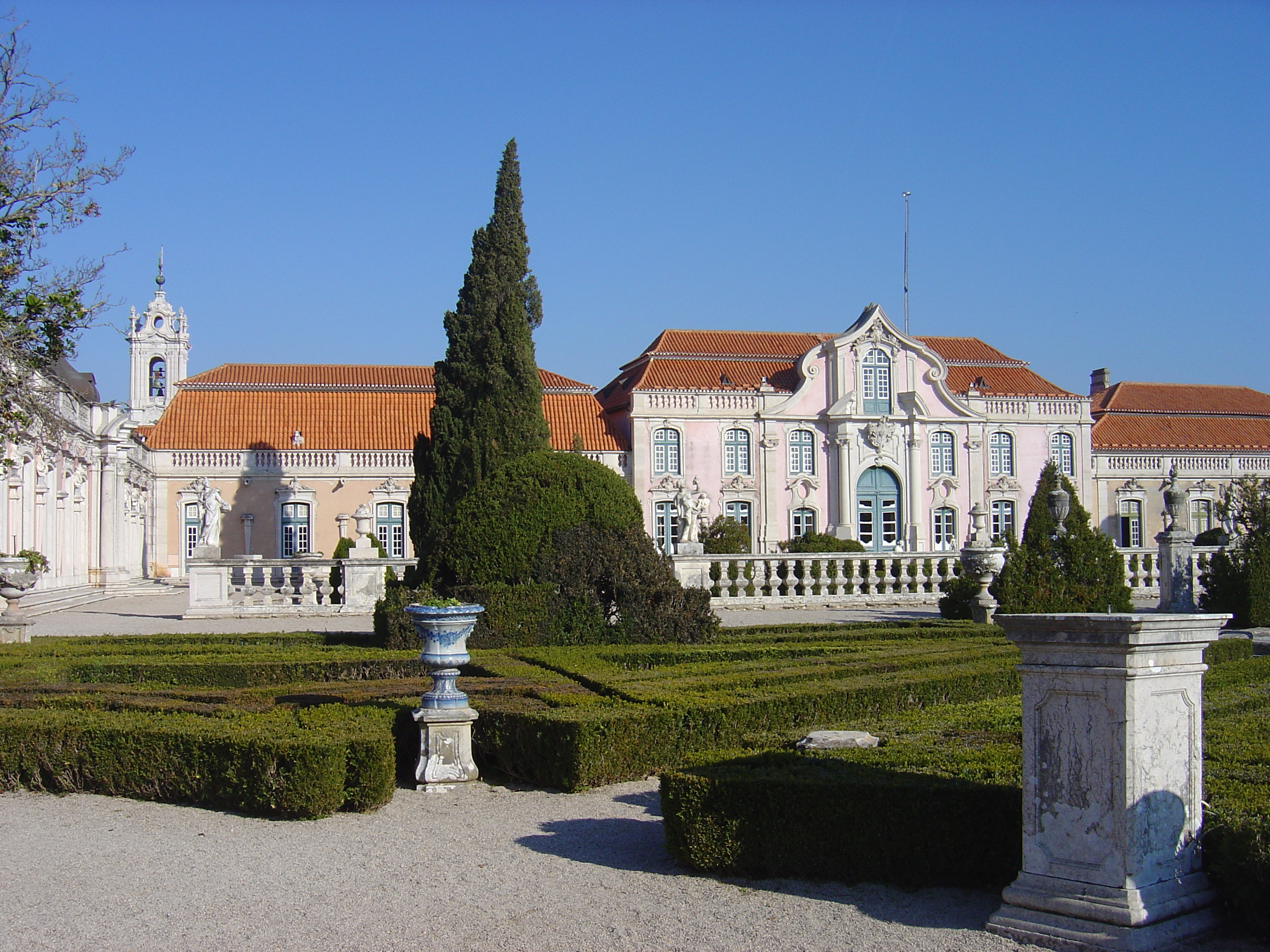
Palácio Nacional de Queluz
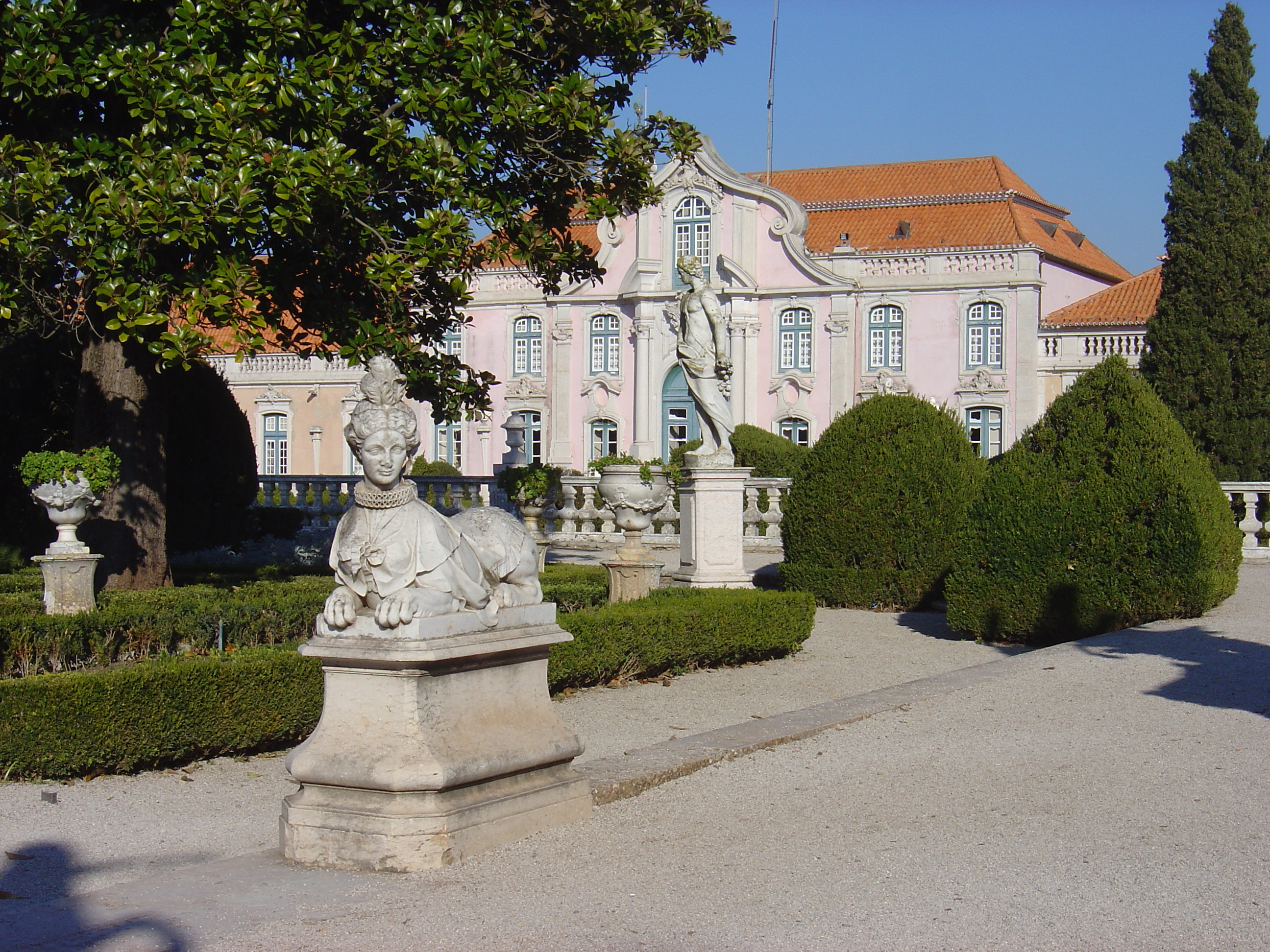
Palácio Nacional de Queluz
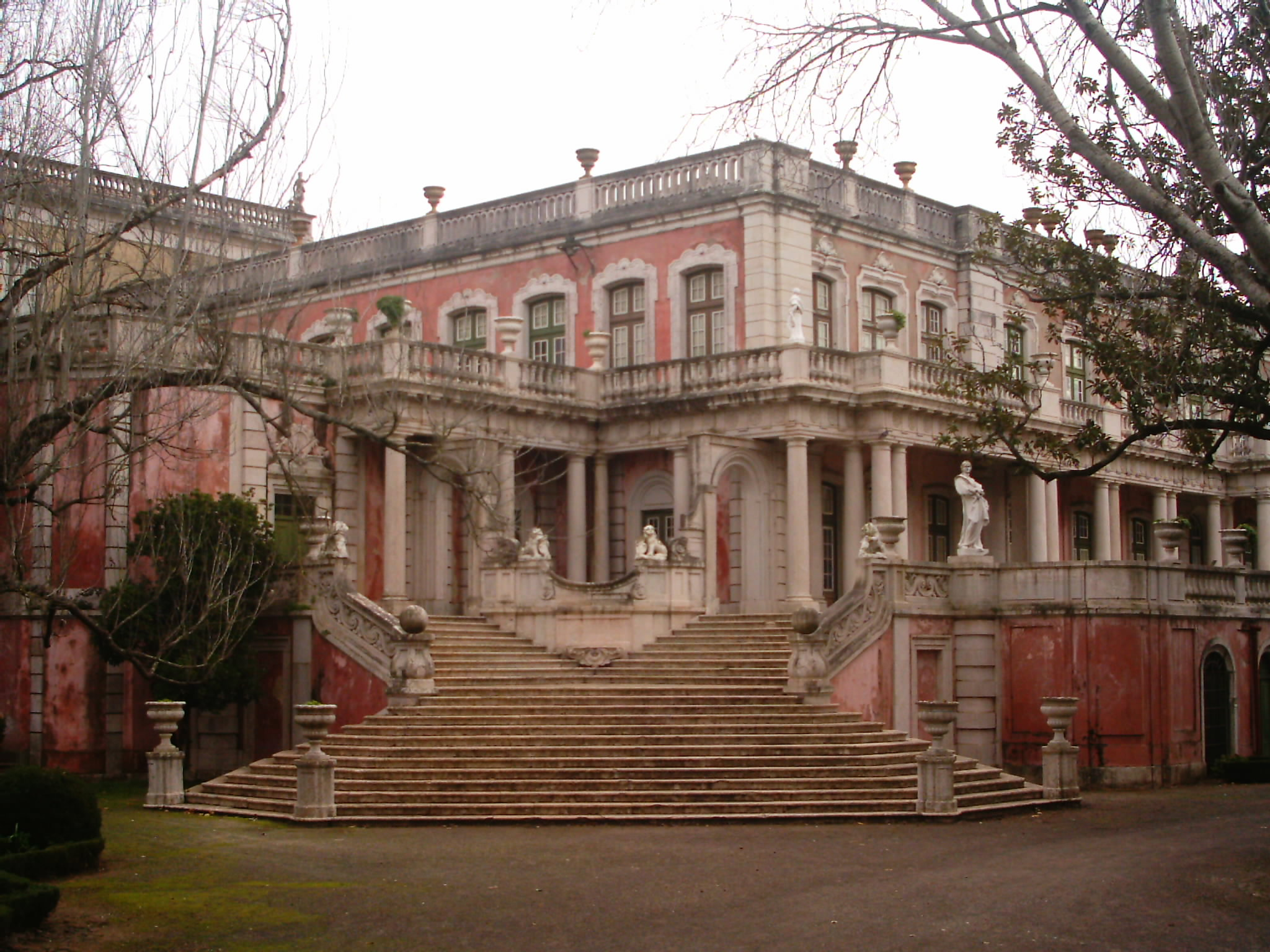
Palácio Nacional de Queluz
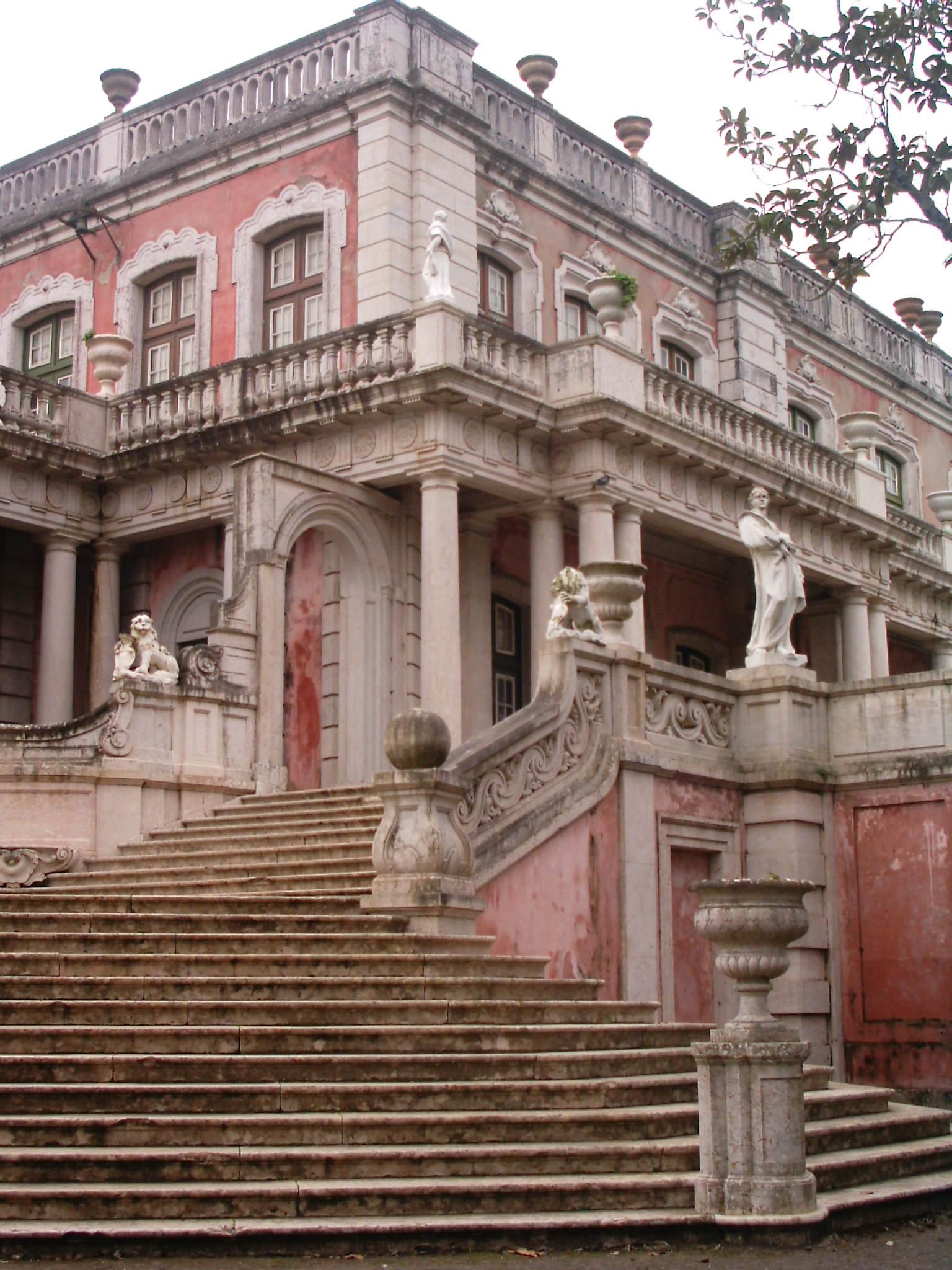
Palácio Nacional de Queluz
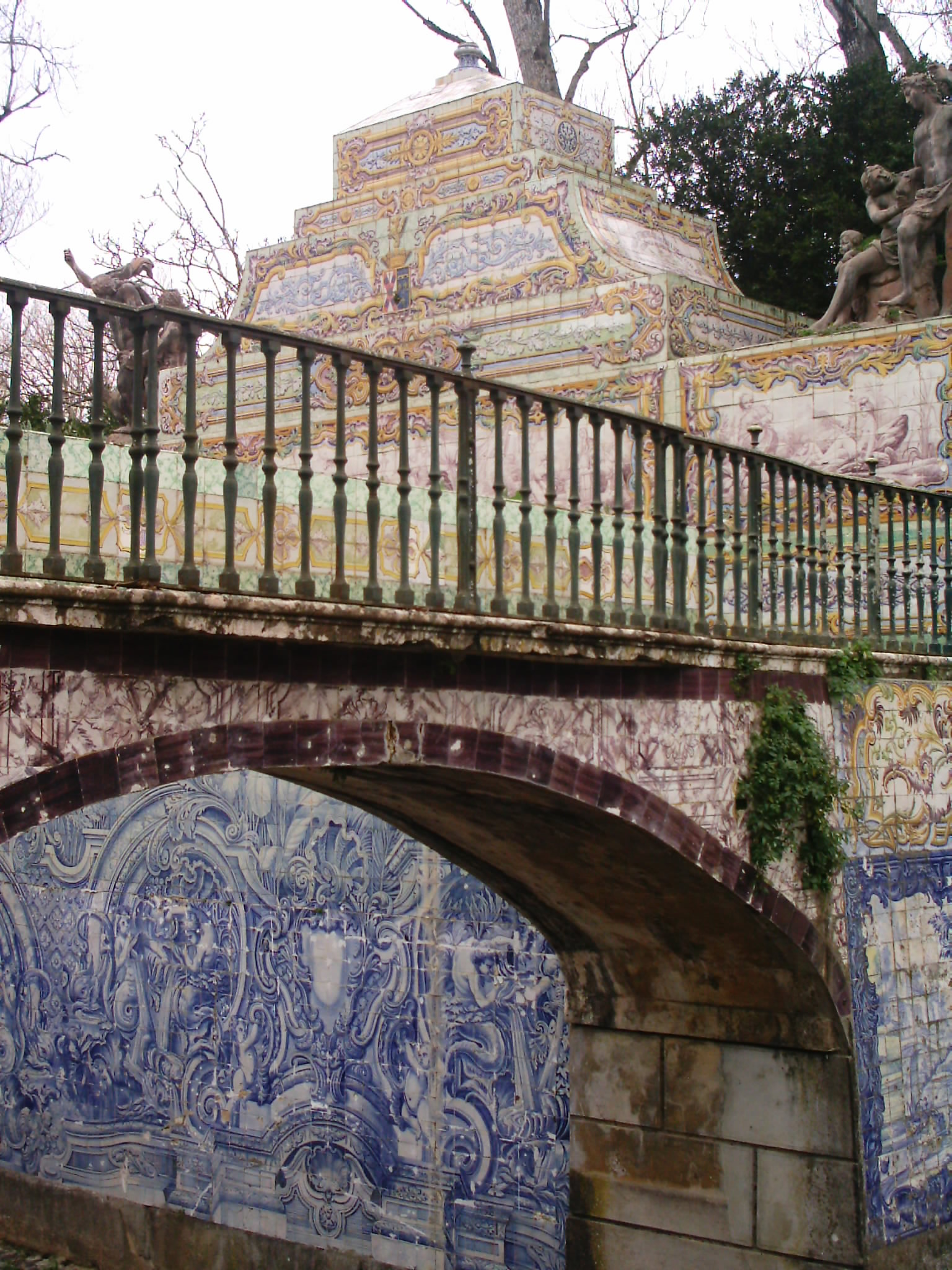
Palácio Nacional de Queluz
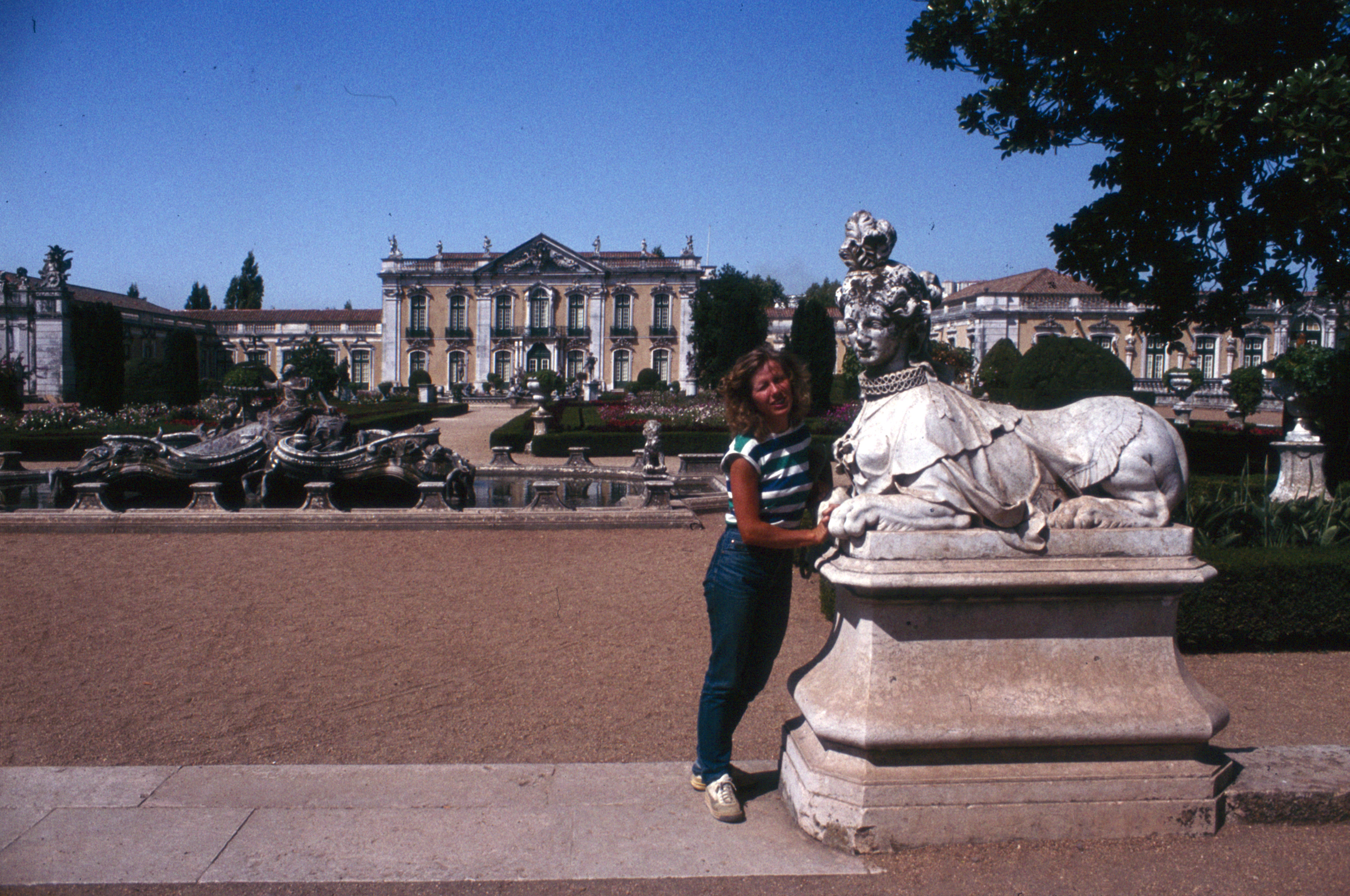
Palácio Nacional de Queluz 1983